# 市來光弘
市来光弘（日语：／ Ichiki Mitsuhiro，1982年1月10日—）是一名日本男性聲優。隸屬於Mausu Promotion。出生於鹿兒島縣。血型為A型，身高為170公分。

## 人物
- 2008年12月為止隸屬於元氣 Project，於2009年2月1日起加入Mausu Promotion。
- 為櫻井孝宏擔任團長的劇團松井之門生，以Little 松井第二次成員的身分在各媒體活躍中（在2008年4月26日的播放中發表畢業宣言）。
- 最近在網路廣播，以及埼玉電視台的節目『關口先生II』中演出萬田仁（万田ヒトシ），之後在接續其後的節目『玉 New Town（玉ニュータウン）』裡扮演Icchi（イッチィ）。
- 主要演出少年、青年角色。
- 聲優朋友中與杉田智和、羽多野涉、鈴木達央、增川洋一等人交情好，為杉田組的一員。
- 非常偏食，最喜歡肉類和甜的食物，討厭一部分的蔬菜以及海鮮。
- 喜歡玩遊戲『魔物獵人系列』。常常在部落格寫有關遊戲的事。
- 雖然是偶然，和福圓美里的出生年月日、血型、職業一樣，連過去的住所、母親的姓名也相同。也曾拿過同機型的手機[1]。2009年1月9日在乙女企画クロジ☆劇團策劃的驚喜下兩人第一次一起過了生日[1]。
- 2015年3月9日於Blog宣布與同為聲優的井上奈奈結婚的消息[2]。
- 2017年6月15日初為人父。

## 演出作品

### 電視動畫
2003年
- HAPPY★LESSON ADVANCE

2004年
- 校園迷糊大王（麻生廣義）
- 抓鬼天狗幫（書生A）
- W〜ウィッシュ〜
- 瑪莉亞的凝望系列（福澤祐麒）

瑪莉亞的凝望
瑪莉亞的凝望~春~
2005年
- 極樂天師!!（男學生、衝浪部部員、副部長）
- 出雲戰記（鈴木）
- 植木的法則（山田八十吉）
- はっぴぃセブン 〜ざ・テレビまんが〜（客人）

2006年
- おろしたてミュージカル 練馬大根ブラザーズ（牛郎、其他）
- 校園迷糊大王 二學期（麻生廣義）
- 幕末機關說
- 魔法美少女（吉川春生）
- 南の島の小さな飛行機 バーディー（ビー）
- 玻璃艦隊（皮耶魯）

2007年
- 瀨戶的花嫁（男生）
- 人形アニメーション リカちゃん（かけるくん）

2008年
- S·A特優生（華園亮、大河原、ファンキュ弟）
- 白虎（ヒャッコ）（上下山狐）
- 波菲的漫長旅程（修道僧）

2009年
- 穿越宇宙的少女（ゆぴたん）
- 遊魂 -Kiss on my Deity-（鳳）
- 瑪莉亞的凝望 第4季（福澤祐麒）
- 天體戰士桑雷德（夜男/夜魯）
- 犬夜叉完結篇（死神鬼的差遣人）

2010年
- 學生會長是女僕（白川直也）
- Angel Beats!（竹山（克萊斯特））
- 吸血鬼同盟（彦坂）

2011年
- FreeZing（青井和哉）
- Bleach（雪緒）

2012年
- Another（風見智彥）
- 足球騎士（風卷涼）
- 大尾小岡（ヤン）
- 女神異聞錄4（中島秀）

2013年
- 結界女王 震動（青井和哉）

2014年
- 人生諮詢電視動畫「人生」（香月芯一郎）
- Fate/stay night（ufotable版）（後藤劾以）

2015年
- 偵探小隊KZ事件簿（小塚和彥）
- 義呆利（庫格穆格爾）
- 境界之輪迴（臼井）
- 記錄的地平線（卡謬 / カマイサル）

2016年
- NORN9 命運九重奏（瀧島雪）
- 金田一少年之事件簿R 第2期（乾光太郎）
- D.Gray-man HALLOW（喬尼·紀魯）
- OZMAFIA!!（斯卡雷特）
- 時空囚徒（陳鋒）
- 刀劍亂舞－花丸－（大和守安定）
- 伯納德小姐說（遠藤）

2017年
- 飆速宅男 NEW GENERATION（杉元定時[3]）
- 品酒要在成為夫妻之後（水澤壯良）
- 我的女友是個過度認真的處女bitch（篠崎遙[4]）

2018年
- 續 刀劍亂舞－花丸－（大和守安定）
- 飆速宅男 GLORY LINE（杉元定時）
- BASILISK～櫻花忍法帖～（蜩七弦）
- 平交道時間（駒場高志）
- 新幹線戰士（霧島高虎）

2019年
- 八十龜觀察日記（陣界斗）
- 鬼滅之刃（正一）
- 海盜戰記（亞雷、英格蘭軍士兵、亞克）
- 夢幻之星Online2 EPISODE ORACLE（方舟）

2020年
- 八十龜觀察日記 第2冊（陣界斗）
- A3！ SEASON SPRING & SUMMER（飛鳥晴翔、通行人、觀客）
- 異獸魔都（春日部博士）
- 天晴爛漫！（空乃半兵衛）
- 成神之日（冰川哲也）
- A3！ SEASON AUTUMN & WINTER（飛鳥晴翔、通行人）

2021年
- 八十龜觀察日記 第3冊（陣界斗）

2022年
- 佐佐木與宮野（田代權三郎）
- 八十龜觀察日記 第4冊（陣界斗）
- 鍵等（竹山）

2023年
- 飆速宅男 LIMIT BREAK（杉元定時）
- 海盜戰記 SEASON 2（亞雷）
- 柚木家的四兄弟（秋山老師）
- 聖魔大戰 BIKKURI-MEN（照光子[5]）
- 聖劍學院的魔劍使（謬澤・羅德斯）

2024年
- 刀劍亂舞 廻 -虛傳 燃燒的本能寺-（大和守安定[6]）
- 蔚藍檔案 The Animation（柴老闆）

### OVA
- Happy World!
- 瑪莉亞的凝望 第3季（福澤祐麒）
- 機動戰士鋼彈 MS IGLOO默示錄0079
- 心連·情結（城山翔斗）

2018年
- 我的女友是個過度認真的處女bitch（篠崎遙）

### 電影版動畫
- Pia♥キャロットへようこそ!! -さやかの恋物語-
- 劇場版新幹線戰士：來自未來的神速ALFA-X（霧島高虎）

### 網路動畫
- 幕末機關說（士兵、少年兵）

2017年
- 梦王国与沉睡的100王子 短篇动画（培爾拉）

2018年
- 衛宮家今天的餐桌風景（後藤劾以）

### 遊戲
- 機動戰士鋼彈 Sprits of Geon
- 剣と魔法と学園モノ。2（ノーム・男）
- 白虎（ヒャッコ） よろずや事件簿!（上下山狐）
- [PC]爱与欲望之学园 ～华丽之夜的舞会～（中牧游水）
- [PC]Laughter Land（日语：Laughter Land）
- [DS]心跳回憶 Girl's Side 3rd Story（大迫力）
- [PS2]沙漠王国（雷杰塔·萨马尔）
- [PS3]鍊金術士梅露露～亞蘭德的鍊金術士3～（萊亞斯·法爾肯）
- [PC]Ozmafia!!（斯卡雷特）
- [PSV]Ozmafia!!-vivace-（斯卡雷特）
- 刀劍亂舞（大和守安定）
- BLAZBLUE蒼翼默示錄刻之幻影以降（響音·琥珀）
- 夢王國與沉睡的100王子殿下（培爾拉）
- 在茜色世界與君詠唱（杉田玄白）
- Fire Emblem Heroes（日向）
- 寶可夢大師（德克希歐）

### 外語片配音
- 天之驕子（The Emperor's Club）
- 哈利波特－火盃的考驗

### 實際真人演出
- あっとボイスTV 枠 オレが俺がのふたり上手（BBStation　第1、第3星期五播放）

### CD
- あると 廣播劇CD〜盛夏的海灘，Viola友好會!?〜（成瀨將人）
- 廣播劇CD「魔藥墨角蘭」（藥師寺錠）
- FB CollectDrama02《空色感染爆發（空色パンデミック）》（仲西景）
- AR 〜another epilogue〜（玉城優彌）
- かてきょ@（浅野昴太）
- 找出戀愛小偷！（恋泥棒を捜せ! ）
- CELL DIVISION"HUG&KICK"（一之瀬マサル）
- CELL DIVISION"HUG&HEAVEN"（一之瀬マサル）
- 撫子事務所!! 2（奉承櫻小路的人）
- 撫子事務所!! SPCD 近況報告（X期生）
- バレスタサード 第3巻（天ヶ瀬翔）
- 瑪莉亞的凝望

### BLCD
- 愛と欲望は学園で（中牧遊水／受）
- ウブ（尾崎知臣）
- 找出戀愛小偷！（恋泥棒を捜せ! ）
- 私立翔瑛學園男子高中部倉科老師受難記（空手道社社員C）
- 純情羅曼史
- 花色愛的處女地（宮坂）
- 擁抱春天的羅曼史6
- 蜜與十字架

### 舞台
- 怪奇探偵丑三進ノ助〜推して参る!〜
- 僕の愛した冒険
- 女探偵 冴羽優羽〜Case File：天使〜
- LUNAR BUS 720
- Anime大國日本（アニメ大国ニッポン）
- 大正探偵怪奇譚〜第参夜〜缘
- 大正探偵怪奇譚〜第壱夜〜鬼子
- 可燃物不燃日記
- KILLER IN KILLERS
- candy love〜届けあたしの怨み説〜
- 地の涯ての最後の一滴〜VampiresStrikeBack!!
- Live!Die!Reborn!〜曵かれゆく星々の荒野から〜
- 古の深き闇よりの嘆息〜surgikal strike〜
- 忘れモノ係

### 其他
- 手機目錄（コンテンツ）：到處USEN「募集國王!!」

## 脚注
1. 1 2   參照福圓美里的部落格 
 福圓美里. . ++Misato・Diary++. 2009-01-09  [2009-08-11]. （原始内容存档于2009年8月28日）.
2. ↑  . 2015年3月9日  [2015年3月9日]. （原始内容存档于2020年7月17日）.
3. ↑  . TVアニメ『弱虫ペダル NEW GENERATION』 公式サイト. 2017-02-03  [2017-02-03]. （原始内容存档于2021-03-16）.
4. ↑  . 電視動畫「我的女友是個過度認真的處女bitch」官網.   [2017-07-21]. （原始内容存档于2017-07-21）.
5. ↑  . Comic Natalie. 2023-07-13  [2023-07-13]. （原始内容存档于2023-07-13） （日语）.
6. ↑  . Comic Natalie. 2024-02-12  [2024-02-12]. （原始内容存档于2024-02-13） （日语）.

## 外部連結
- Mausu Promotion上的官方簡歷 （页面存档备份，存于）（日語）
- ☆KING OF DIARY☆ （页面存档备份，存于）（日語）